# Kagurasuzu

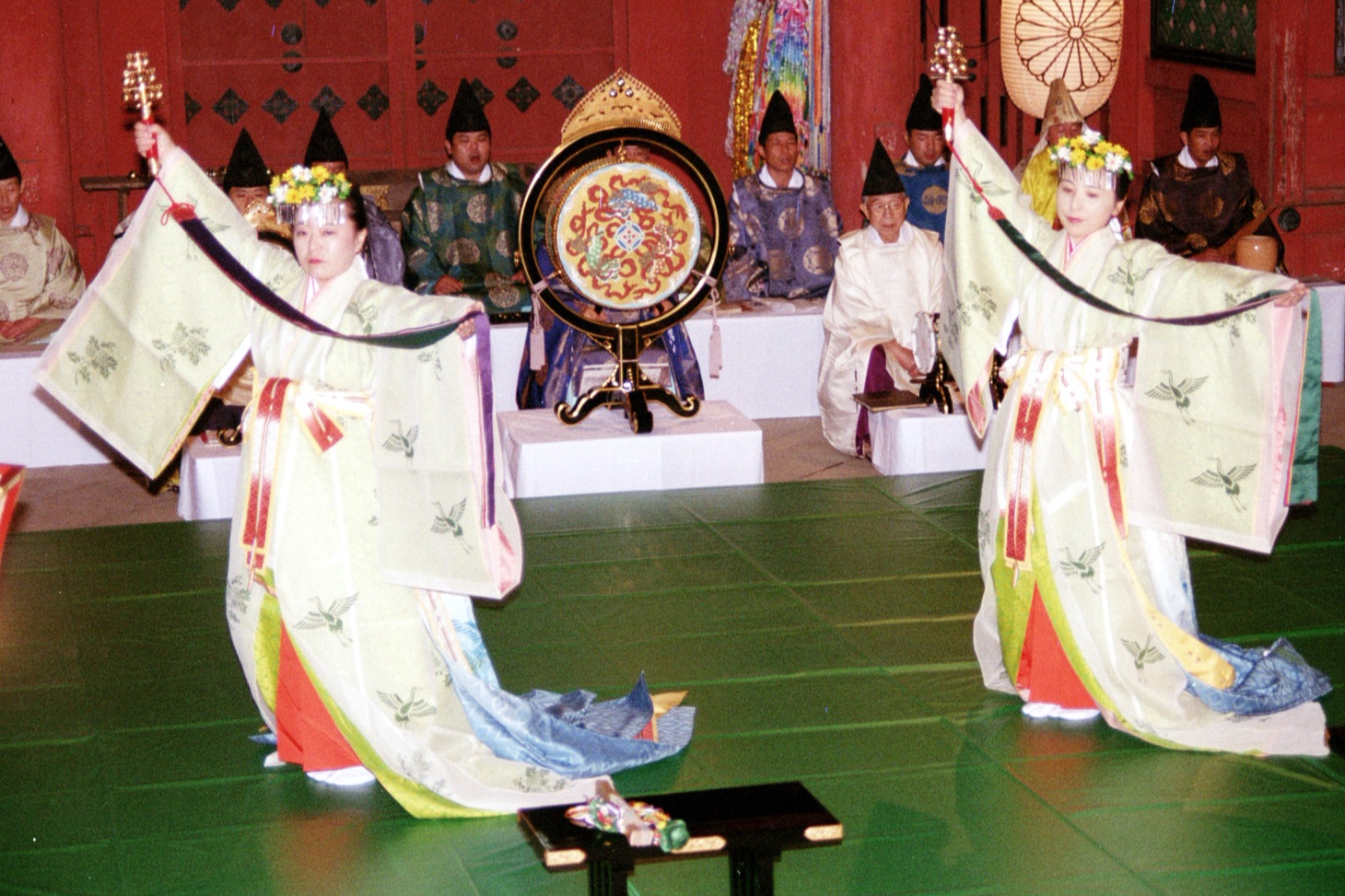
Deux miko se produisent avec des kagurasuzu.

Le kagurasuzu (神楽鈴) est un jeu de cloches utilisé dans la danse kagura. Les trois échelons de cloches sont suspendus par des fils de laiton enroulés. La forme des cloches est peut-être inspirée des fruits du ogatama no ki (小賀玉の木) (Michelia compressa).